# Glyptothorax pectinopterus
Glyptothorax pectinopterus är en fiskart som först beskrevs av Mcclelland 1842.  Glyptothorax pectinopterus ingår i släktet Glyptothorax och familjen Sisoridae. IUCN kategoriserar arten globalt som livskraftig. Inga underarter finns listade i Catalogue of Life.